# Enquete-Kommission Künstliche Intelligenz
Die Enquete-Kommission „Künstliche Intelligenz – Gesellschaftliche Verantwortung und wirtschaftliche, soziale und ökologische Potenziale“ des Deutschen Bundestags unter Vorsitz von Daniela Kolbe (SPD) befasst sich mit den Auswirkungen des zunehmenden Einsatzes Künstlicher Intelligenz (KI).
Die Einsetzung der Kommission wurde auf gemeinsamen Antrag der Fraktionen von CDU/CSU, SPD, FDP und Die Linke mit Zustimmung von AfD und Bündnis 90/Die Grünen Ende Juni 2018 beschlossen. Die konstituierende Sitzung der Enquete-Kommission fand am 27. September 2018 statt. Ein Abschlussbericht wurde am 28. Oktober 2020 an Wolfgang Schäuble übergeben und in einer Kurzfassung veröffentlicht.

## Mitglieder

### Bundestag

#### CDU/CSU
- Christoph Bernstiel
- Marc Biadacz
- Hansjörg Durz
- Ronja Kemmer (Obfrau)
- Jan Metzler
- Stefan Sauer (Stellvertretender Vorsitzender)
- Claudia Schmidtke
- Andreas Steier

#### SPD
- Saskia Esken
- Daniela Kolbe (Vorsitzende)
- Falko Mohrs
- René Röspel (Obmann)

#### AfD
- Joana Cotar (Obfrau)
- Marc Jongen

#### FDP
- Mario Brandenburg (Obmann)
- Daniela Kluckert

- Johannes Sven Hänig (25)

#### Die Linke
- Petra Sitte
- Jessica Tatti

#### Bündnis 90/Die Grünen
- Anna Christmann (Obfrau)
- Dieter Janecek

Nicht aufgeführt sind stellvertretende Mitglieder, die mitunter gleichwertigen Anteil an den Projektberichten trugen.

### Sachverständige

#### CDU/CSU
- Susanne Dehmel
- Wolfgang Ecker
- Alexander Filipović
- Tina Klüwer
- Antonio Krüger
- Jörg Müller-Lietzkow
- Sebastian Wieczorek

#### SPD
- Sami Haddadin
- Jan Kuhlen
- Lena-Sophie Müller
- Lothar Schröder

#### AfD
- Boris Hollas
- Knut Löschke

#### FDP
- Aljoscha Burchardt
- Andrea Martin

#### Die Linke
- Katharina Zweig
- Florian Butollo

#### Bündnis 90/Die Grünen
- Hannah Bast
- Stefan Heumann

## Arbeitsweise

### Arbeitsgruppen
Die Mitglieder arbeiten in mehreren Projektgruppen. Diese umfassen unter anderem:
1. KI und Wirtschaft (Industrie/Produktion, Finanzen, Dienstleistungen, Innovationen) – Vorsitz: Ronja Kemmer
2. KI und Staat (Verwaltung, Sicherheit, Infrastruktur) – Vorsitz: Anke Domscheit-Berg
  - AG 1: KI in der öffentlichen Verwaltung, gemeinwohlorientierte Anwendungen, Teilhabe
  - AG 2: Smart City und Open Data
  - AG 3: Innere Sicherheit, Äußere Sicherheit/Verteidigung/Militär, IT-Sicherheit
3. KI und Gesundheit (Pflege, Sport) – Vorsitz: Anna Christmann
4. KI und Arbeit, Bildung, Forschung – Vorsitz: René Röspel
5. KI und Mobilität (Energie, Logistik, Umwelt) – Vorsitz: Daniela Kluckert
6. KI und Medien (Social Media, Meinungsbildung, Demokratie) – Vorsitz: Joana Cotar

Daneben sollte eine Task Force „Forschung“ insbesondere Ausgaben und Stand der Technik und Wissenschaft zusammentragen.

### Sitzungsablauf und Partizipation
Entgegen der Maßnahmen früherer Kommissionen wie der Enquete „Internet und digitale Gesellschaft“ fand eingangs kein Partizipationswerkzeug Anwendung, was zu Kritik beteiligter Oppositionspolitikerinnen führte. Der Konflikt setzte sich öffentlich fort, nachdem die Kommission mehrheitlich für eine allenfalls auszugsweise Vor-Veröffentlichung von Teilberichten gestimmt hatte, selbige erfolgte am 19. Dezember 2019. Vom 10. März bis zum 5. April 2020 konnten Einzelpersonen Anmerkungen, Vorschläge und Fragen zu zwölf vorgegebenen Leitfragen einreichen. Für die Nutzung des auf Adhocracy+ basierenden Portals SpeakUp ist die Registrierung auf der entsprechenden Website erforderlich.
Die Sitzungen fanden teilöffentlich statt: So sind die meisten Vorträge der Sachverständigen und Gäste öffentlich und aufgezeichnet; Diskussionen und Arbeitsgruppe fanden unter Ausschluss der Öffentlichkeit statt.
Die Diskussion der Kommissionsarbeit in den sozialen Medien fand unter anderem über die Schlagworte „#EnqueteKI“, „#ekki“ und „#KIEnquete“ statt.

### Öffentliche Aussprache
Der Bundestag diskutierte die „Zwischenbilanz“ der Enquete-Kommission am 20. Dezember 2019. Die Abschlusspräsentation der Arbeitsergebnisse erfolgte am 28. September 2020; der vollständige Bericht soll im Oktober veröffentlicht und im Plenum debattiert werden. Er soll etwa 600 Seiten umfassen. Während die Abgeordneten der CDU/CSU und FDP die Notwendig einer schnellen Umsetzung betonten, sprachen sich Die Linke und Bündnis 90/Die Grünen für mehr Transparenz, Partizipation und eine konkrete Orientierung der Bundesregierung an den Arbeitsergebnissen aus. Die SPD vermisste rückblickend ein inhaltliche Fokussierung auf weniger Themen; die AfD forderte eine Ergänzung von Kennzahlen und entsprechenden Controllings.
Der Schlussbericht ist am 28. Oktober 2020 als Drucksache 19/23700 erschienen und wurde am 5. November 2020 im Bundestag debattiert.

## Zwischenergebnisse
Die Berichte der Projektgruppen wurden nach dem Mehrheitsprinzip beschlossen. In den vorläufigen Zusammenfassungen der Projektgruppen kommen die Kommissionsmitglieder zu folgenden Empfehlungen:

### Projektgruppe „KI und Wirtschaft“
Die Projektgruppe empfiehlt die Akzeptanzsteigerung durch eine Aufklärungskampagne zur Vermittlung von Kenntnisse und Best-Practices und die strategische Ausrichtung an Prinzipien der Deutschen Nachhaltigkeitsstrategie und dies in Fördervorhaben zu berücksichtigen. Ferner sollen mittelständische Unternehmen durch Beratungs- und Schulungsangebote bei der Qualifizierung und Anwendung unterstützt werden. Experimentierräume sollen neue Regulierungsoptionen erörtern. Der Transfer zwischen Grundlagen- und Anwendungsforschung soll subventioniert werden. Der Staat soll die Prozesse durch eigene Vorhaben in der Verwaltung befördern; ein deutschlandweiter Standardvertrag soll bei der Rechte- und Patentverwertung unterstützen. Start-ups sollen bei der Berücksichtigung der Datenschutzgrundverordnung (DSGVO) unterstützt werden. Weitere Empfehlungen sollen im Volltext erscheinen; bestehender Dissens geht aus der Zusammenfassung hervor.

### Projektgruppe „KI und Staat“
Die Projektgruppe empfiehlt, die Einsatzgebiete künstlicher Intelligenz und entsprechende Kompetenzen in öffentlichen Einrichtungen durch zentrales Monitoring und Erfahrungsaustausch, sowie routinemäßigen Prüfungen von Einsatzmöglichkeiten und der Verankerung von Partizipationsansätzen im jeweiligen Bereich zu systematisieren. Entsprechende Inhalte sollen in Verwaltungsschulung und -ausbildung berücksichtigt werden. Weitere Pilotprojekte sollen folgen, dies gelte vor allem Gebiete der Teilhabe; Transparenz und Nachvollziehbarkeit sollen relevante Zielparameter sein. Regelmäßige Prüfungen sollen die Diskriminierungsfreiheit sicherstellen. Ein durch Widerspruch geltendes Recht auf menschliche Bearbeitung soll gelten. Erhöhte Investitionen in Sicherheitstechnologien wird empfohlen; dabei soll eine Einteilung in Risikoklassen (bspw. nach Datensensibilität und Mächtigkeit der Software) erfolgen. Ein Mapping soll Angriffsflächen von KI-Systemen identifizieren, um weitere Empfehlungen zur IT-Sicherheit abzuleiten. Weitere Empfehlungen sollen im Volltext erscheinen; bestehender Dissens geht aus der Zusammenfassung hervor.

### Projektgruppe „KI und Gesundheit“
Die Projektgruppe empfiehlt, die Investitionsrate für Informationstechnik im Gesundheitsbereich langfristig auf vier Prozent zu erhöhen und Finanzierungslücken durch Bund und Länder kurzfristig zu schließen. Die Freigabe von Patientendaten zu Forschungszwecken soll freiwillig, individuell abstufbar und widerrufbar sein. Diese sollen dezentral anonymisiert in ein neu aufzubauende Versorgungseinrichtung oder eines entsprechenden Verbundes überführt und für Forschung zur Verfügung gestellt werden. Eine Interoperabilitätsstrategie soll erarbeitet werden, die zeitnah gültig werden soll. Eine Bund-Länder-Arbeitsgruppe soll die jeweiligen Datenschutzregelungen schnellstmöglich auf DSGVO-Basis harmonisieren. Entsprechendes soll auch für Stakeholder in der Gesundheits- und Pflegeausbildung durch die Entwicklung einer gemeinsamen Roadmap geschehen, wofür die Kultusministerkonferenz exemplarisch als Schirmherr genannt wird. Gemeinsam sollen auch umfassende Weiterbildungskonzepte mit hoher Zugänglichkeit erarbeitet werden. Beim Ausbau von Ökosystemen, des Technologie- und Datentransfers soll die Datenqualität berücksichtigt werden. Bei der Zulassung digitaler Medizinprodukte soll das Bundesministerium für Gesundheit beim Bundesinstitut für Arzneimittel Beratungsoptionen schaffen; selbiges soll für digitale Angebote und ihre Anbieter beim Gemeinsamen Bundesausschuss erfolgen. Der Zugang zu Förderung für kleine und mittelständische Unternehmen und Start-ups soll vereinfacht werden. Die Bundesregierung soll auf europäischer und nationaler Ebene für eine Weiterentwicklung des Zulassungsrechts hinwirken und Haftungsrisiken durch die Erarbeitung von Zertifizierungsvorgaben mit dem Deutschen Institut für Normung und anderen Vertretungen minimieren. Die Bedarfsermittlung in der Pflegerobotik soll durch ko-kreative Prozesse intensiviert werden. Anwendungsfälle sollen auf ihre Effekte auf Pflegekräfte und Behandelte sowie mögliche finanzielle Exklusivität der Leistungen überprüft werden.

### Projektgruppe „KI und Arbeit“
Die Projektgruppe spricht sich für die berufsgruppenübergreifende Breitenbildung der Gesamtbevölkerung zu KI aus. Beschäftigte und ihre Interessenvertretungen sollen Mitspracherechte bei der Ausgestaltung und Evaluierung von betrieblich eingesetzten KI-Systemen und aufgrund möglicher Beschäftigungsrisiken durch Automatisierung Initiativrechte bei Weiterbildungsmaßnahmen erhalten. Dabei werde besonders Wert auf die Informationsqualität bestehender Organe der Bundesregierung und der Technikfolgenabschätzung gelegt und Technologieberatungsstellen zum Kompetenzaufbau empfohlen. Übergeordneten Prinzipien und Standards wie Privacy-by-Design sollten in der KI-Anwendungsentwicklung gefördert werden. Soweit Arbeitsplätzen wegfallen solle die innerbetriebliche Versetzung der Arbeitnehmenden in unterbesetzte Organisationsteile erwogen werden. Ziel sollen die Qualitätssteigerung und die Nutzensteigerung verschiedener Stakeholder sein.
KI in der Bildung soll die Erreichung pädagogischer Ziele, z. B. Inklusion und Gleichstellung, unterstützen können. Informatik soll Pflichtfach an Schulen sein und der mathematische Unterricht eng an den Anforderungen der Hochschulen ausgerichtet sein. Querschnittsthemen zu KI wie kritisches Denken, philosophischen Hintergründen und sozialen Folgen sollen sich im gesamten Fächerkanon niederschlagen. In der Erwachsenenbildung sollte neben Betrieben auch Volkshochschulen, Handelskammern und private Anbieter entsprechende Angebote bereitstellen und arbeitgeberfinanzierte Weiterbildung mit festen Qualifikationszielen und für angemessene berufliche Flexibilität ermöglichen. Die Projektgruppe empfiehlt hierzu den Aufbau eines Online-Portals, dass mehrere der Empfehlungen verbindet.
Ingenieurwissenschaftliche Forschung sollte durch Arbeitswissenschaften begleitet werden und auch normative Fragestellungen einbeziehen. Staatliche Förderungen sollen zu inter- und transdisziplinären Konsortien und Forschungsfragen anregen. Eine finanzielle Aufstockung entsprechender, langfristig angesetzter Förderprogramme soll angestrebt werden.

### Projektgruppe „KI und Mobilität“
Die Projektgruppe spricht sich für die vermehrte Einrichtungen von Reallaboren und deren europäische Vernetzung aus. Ex-Post-Entscheidungen sollen durch rechtliche Rahmensetzung vermieden werden. Durch die Förderung von Dezentralisierung soll Monopolbildung vermieden werden. Deutschland soll treibende Kraft einer Europäisierung der Standardisierung und Datennutzung sein. Rebound-Effekte des KI-Einsatzes sollen vermieden werden. Planungsziel von Pilotprojekten des öffentlichen Personennahverkehrs soll auch die Überführung in den Regelbetrieb sein. Die hochschulische Forschungsförderung soll künftig die einfachere Einbindung von kleinen und mittleren Unternehmen sowie Behörden ermöglichen. Die Deutsche Bahn wird zur Erarbeitung von Meilensteinen für den KI-Einsatz aufgefordert. Die Vereinheitlichung des europäischen Luftraums soll beschleunigt werden. Die Potentiale für Logistikketten der Schifffahrt sollen ausgeschöpft werden.

### Projektgruppe „KI und Medien“
Die Projektgruppe empfiehlt die Prüfung von Speicher-, Dokumentations- und Nutzungspflichten maschinenlesbarer Daten und offener Schnittstellen zwischen Journalismus, Wissenschaft und Marktaufsichtsbehörden, sowie eine Reform des Medienstaatsvertrages zur KI-gestützten Selektion und Präsentation von Online-Medieninhalten; letztere ist bereits erfolgt soll im Herbst 2020 in Kraft treten. Die Landesmedienanstalten sollen reformiert werden. Eine neu zu schaffende, unabhängige Einrichtung soll Medieninhalte auf Fälschungen prüfen; im Zuge dessen soll die Forschung zu Deepfakes und deren Identifikation erhöht werden. Automatisch generierte Texte sollen einheitlich gekennzeichnet werden. Ein Verbesserung automatischer Filter zur Erkennung von sprachlich-semantischen Sonderfällen wie Satire oder Humor soll angestrebt werden. Der Berichtteil schließt mit einer SWOT-Analyse für den Sektor.

## Rezeption

### Presse und Zivilgesellschaft
Tagesspiegel Background wertete die Ergebnispräsentation im September 2020 als enttäuschend, da es zu wenig konkrete Handlungsempfehlungen gäbe. Heise online griff die Frage der Partizipation erneut auf und bekräftigte die Kritik der grünen und linken Bundestagsfraktionen: Hier gäbe es noch „Luft nach oben“. Wie produktiv die Kommission gewesen sei, „wird sich allerdings erst zeigen müssen“, da der Konsens der Kommission zur Ächtung autonomer Waffensysteme sich im Plenum des Bundestages nicht reproduzieren ließ.
In einer Vorabberichterstattung über den verabschiedeten Abschlussbericht hebt Die Tageszeitung (taz) den Dissens zur Einrichtung einer Prüfbehörde und einer standardisierten Einteilung in Risikoklassen von algorithmischen Entscheidungssystemen hervor. Für derartige Ansätze hätten sich letztlich nur die links-grünen Enquete-Delegationen ausgesprochen. Mehrfach im Bericht wird laut heise online die Brücke zur Datenethikkommission und verwandten Vorhaben wie Gaia-X geschlagen.
Für Markus Beckedahl von Netzpolitik.org liegt der Nutzen der Enquete in der Weiterbildung der beteiligten Politiker.

### Beteiligte
Der Sachverständige Florian Butollo des Weizenbaum-Instituts schloss sich der Enthaltung der ihn einladenden linken Delegation zum Beschluss des Abschlussberichtes an und begründete dies mit dem reaktiven Wesen des Berichts. In den wesentlichen Bereichen Klimaschutz, Monopolbildung und sozialer Spaltung zu unverbindlich und eine „verpasste Chance“, so Butollo auf Twitter. Aljoscha Burchardt und Anna Christmann kritisierten den Austausch mit der Exekutiven im Deutschlandfunk als mangelhaft.

### Wissenschaften
Christian Vater (KIT) und Eckhard Geitz (Universität Freiburg) kommen in einer Nachbetrachtung zu dem Schluss, dass die Ergebnisse „weniger konkrete Handlungsempfehlungen“ an politische Entscheidungstragende geben als frühere Enquete-Kommissionen. Die Arbeiten zu künstlicher Intelligenz seien „[...] mit dem aktuellen Bericht nicht zu einem befriedigenden Ende gekommen“.